# ورد عليقي
ورد عليقي (الاسم العلمي:Rosa rubus) هو نوع من النباتات يتبع جنس الورد من الفصيلة الوردية.